# Kurt Ruthe
Kurt Ruthe (* 13. Juni 1894 in Goslar; † 18. März 1980 in Bad Harzburg) war ein deutscher Gymnasiallehrer und Polarforscher.
Nach dem Abitur absolvierte Ruthe ein breitgefächertes naturwissenschaftliches Studium an den Universitäten Berlin, Leipzig und Jena. Er beendete sein Studium mit einer Examensarbeit über das Klima der Antarktis.
Von 1923 bis 1959 unterrichtete er am Gymnasium Holzminden. Neben seiner Lehrtätigkeit arbeitete Ruthe ab 1934 zusammen mit Max Grotewahl am Aufbau des Archivs der Deutschen Gesellschaft für Polarforschung mit. Ab 1940 hatte er die Schriftleitung für den wissenschaftlichen Teil der Zeitschrift Polarforschung inne, ab 1944 war er als Nachfolger von Grotewahl bis 1972 für die allgemeine Schriftleitung der Zeitschrift verantwortlich. 1969 wurde Ruthe für sein Engagement zum ersten Ehrenmitglied der Deutschen Gesellschaft für Polarforschung ernannt.